# Ernst Horadam
Ernst Horadam (ur. 1883 r., zm. 1956 r.) – niemiecki oficer, dowódca Freikorps Oberland; tłumił rewolucje w Bawarii i Zagłębiu Saary i dowodził w bitwie przeciw powstańcom śląskim o Górę św. Anny.